# 8. Unterseebootsflottille
De 8. Unterseebootsflottille was een opleidingseenheid van de Kriegsmarine. De eenheid werd in juni 1941 opgericht en kwam onder leiding te staan van Wilhelm Schulz.
258 U-Boten maakten tijdens het bestaan van de eenheid deel uit van de 8. Unterseebootsflottille. De eenheid was in haar eerste jaar gevestigd in Königsberg en werd in februari 1941 overgeplaatst naar Danzig in Polen. Tijdens de opleiding werd de bemanningsleden de basisvaardigheden bijgeleerd. Vanaf de zomer van 1944 werden er ook enkele operaties uit in de Oostzee. Het kwam daar in aanraking met de Rode Vloot. In januari 1945 werd de eenheid vanwege het oprukkende Rode Leger officieel opgeheven.

## Commandanten
- oktober 1941 - januari 1942 - Kapitänleutnant Wilhelm Schulz[1]
- januari 1942 - januari 1943 - Korvettenkapitän Hans Eckermann
- januari - maart 1943 - Kapitän zur See Bruno Mahn (tijdelijk plaatsvervanger)
- januari 1943 - april 1944 - Korvettenkapitän Werner von Schmidt
- mei 1944 - januari 1945 - Fregattenkapitän Hans Pauckstadt